# 土肥温泉
土肥温泉（といおんせん）は、静岡県伊豆市にある温泉。小土肥温泉及び八木沢温泉とともに土肥地区にあるの3つの温泉の一つである。なお、市の運営する「伊豆市土肥温泉事業」は土肥、小土肥、八木沢の各所で温泉を供給する事業となっている。

## 温泉街

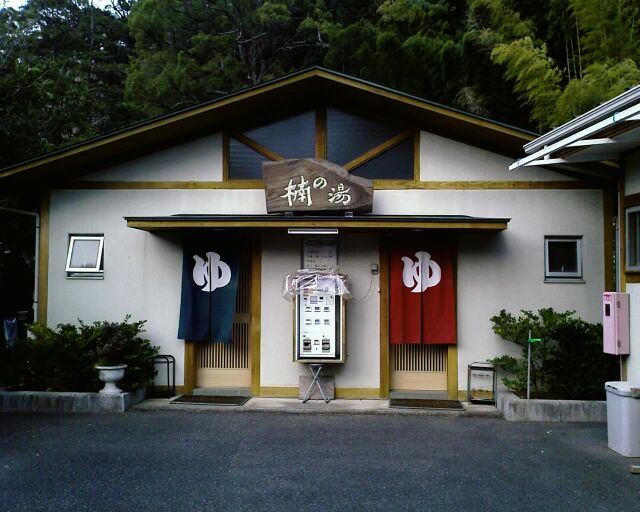
共同浴場『楠の湯』

伊豆半島の西岸に位置し、夏季には海水浴客で賑わう。海岸の至近にホテルや旅館が立ち並ぶ。4つの共同浴場、1つの足湯を有する。本温泉地は江戸時代に土肥金山で栄え、坑道が観光スポットになっている。深いことが特長である駿河湾の深海魚を使った料理店などもある。

## 歴史
一説には、土肥金山開発中の1611年（慶長16年）、当地にある安楽寺境内の坑口から温泉が湧出したのが土肥温泉の始まりで、この源泉は発見者の間部（まぶ）彦平に因みまぶ湯と名づけられた。一方、伊豆市の「温泉事業の沿革」によると、延宝年間の1670年代終わりごろから「鉱の湯」という温泉が湧出したものが始まりとしている。
近代土肥温泉は、明治33年に馬場（ばんば）地区で飲料用井戸を掘ったところ、温泉が湧出したのが始まりである。盛んに温泉の掘削が行われ、源泉数は43本余となり、個人で源泉を所有していたが、昭和初期頃から次第に温泉湧出量が低下し、これらの泉源は遂に枯渇してしまった。
戦前の土肥金山は、町の南側で採掘がおこなわれてきた。これは町の北側を掘ると温泉が枯渇するとして地元が反対してきたためであるが、1949年（昭和24年）に関係者の了解を得て北側へ採掘箇所を拡大。試掘を行ったところ新たな金鉱脈の発見と新源泉を得ることとなった。
1954年（昭和29年）に温泉権について旧土肥町、温泉組合、鉱山の三者で協議し、同年5月に温泉条例などを制定した。

## 泉質
すべて伊豆市所有の源泉で機械揚湯を行っている。
- 三脈源泉 : Ca-Cl温泉（含芒硝塩化土類泉）[6]
  - 源泉温度41.3℃[6]
  - 湧出量毎分646.0リットル[6]
- 水口源泉 :  Ca-Cl温泉（含塩土類弱食塩泉）[6]
  - 源泉温度60.2℃[6]
  - 湧出量毎分253.0リットル[6]
- 水口洞源泉 : Ca-SO4温泉（含食塩石膏泉）[6]
  - 源泉温度64.7℃[6]
  - 湧出量毎分789.6リットル[6]
- 山ノ神源泉 : Ca-Cl温泉（含塩土類弱食塩泉）[6]
  - 源泉温度56.3℃[6]
  - 湧出量毎分114.3リットル[6]

- 中村源泉 : Ca-Cl温泉（含塩化土類芒硝泉）[6]
  - 源泉温度52.2℃[6]
  - 湧出量毎分58.5リットル[6]
- 下庄田源泉 : Ca-SO4温泉（含食塩石膏泉）[6]
  - 源泉温度60.6℃[6]
  - 湧出量毎分382.2リットル[6]

## アクセス

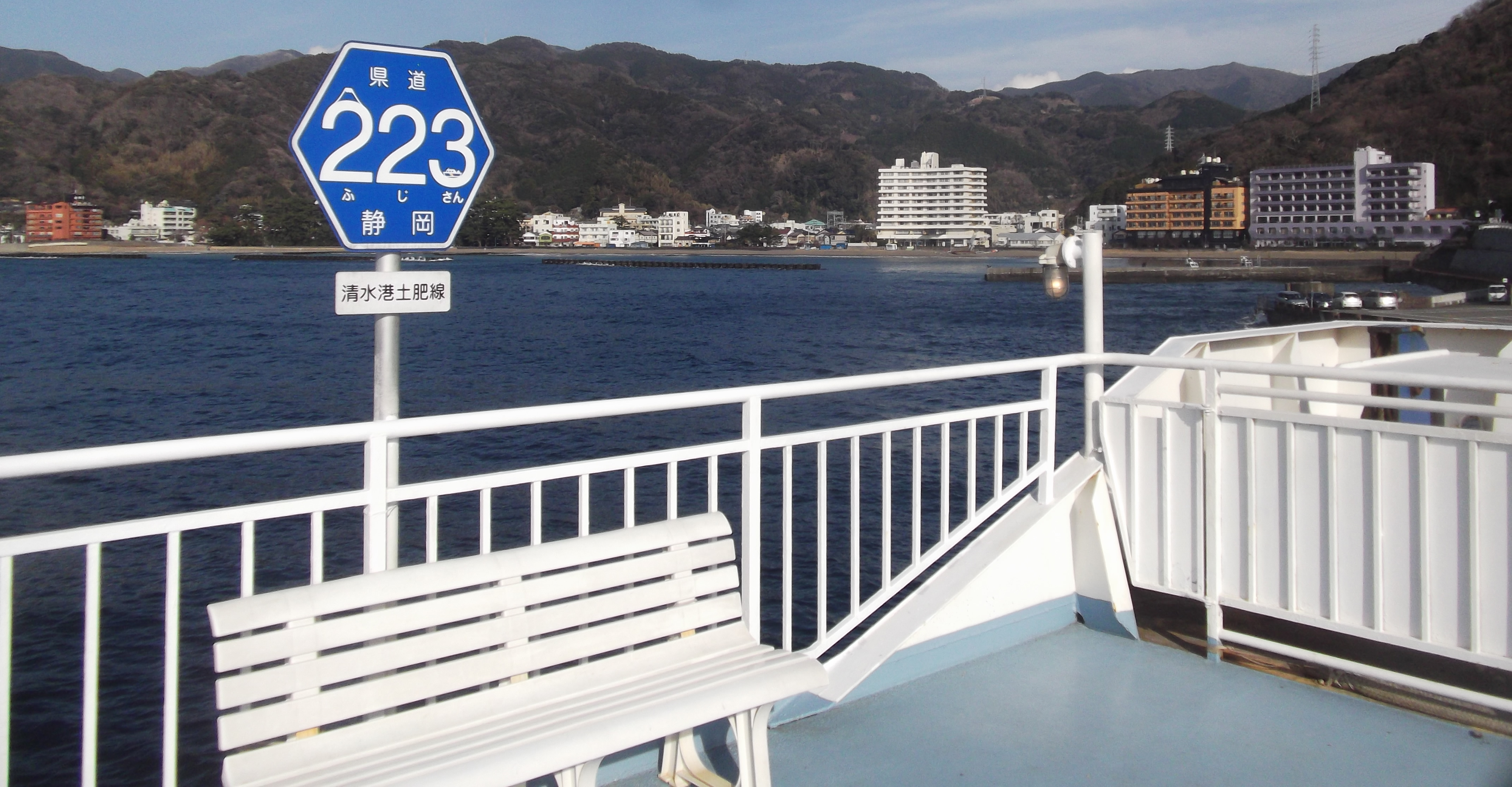
フェリーの甲板から土肥温泉を望む。フェリー航路が静岡県道223号となっている。2019年2月撮影。

- 東海道新幹線三島駅から伊豆箱根鉄道駿豆線で修善寺駅下車、バスで50分。
- 三島駅からバスで90分。
- 東海道本線清水駅から徒歩3分でフェリー乗り場へ。そこから駿河湾フェリーに乗って90分で土肥港[7][8]。
- 東名高速道路沼津インターチェンジから国道136号経由。